# Jean-Yves Jason
Jean-Yves Jason ou Muscadin Jean-Yves Jason (né 21 mai 1964), est le maire de la capitale d'Haïti, Port-au-Prince, depuis les élections municipales de 2007 jusqu'à son éviction en février 2012. Il sort commotionné mais vivant des décombres de l'hôtel de ville, lors du tremblement de terre de 2010.

## Formation
Jean-Yves Jason reçoit une formation en gestion des ressources humaines, ainsi que dans le domaine de l'administration publique, les finances, l'anthropologie et l'histoire. 

## Activités professionnelles
Jason travaille dans le secteur public et privé. Il exerce aux Archives nationales d'Haïti, ainsi qu'à la Banque de l'Union haïtienne. 
Jean-Yves Jason est également le chef de la direction des Productions Kritik, une entreprise spécialisée dans la production de grands événements artistiques et la promotion de l'art haïtien et de l'artisanat.

## Activités municipales
Il collabore au sein de l'administration municipale de Port-au-Prince où il sert en tant que conseiller et consultant pour le maire Paul Evans en 1995, puis comme chef de cabinet et directeur des affaires administratives de 1995 à 1997.
Depuis son élection comme maire de Port-au-Prince en 2007, il a multiplié les échanges et jumelages entre la capitale et de nombreuses villes étrangères dans le cadre d'une coopération internationale décentralisée : Montréal (Québec, Canada), Montevideo (Uruguay), Lamentin (Guadeloupe, France), Milan (Italie), Santiago de Cuba, Bâton-Rouge (Louisiane, États-Unis) et Mexico (Mexique). D'autres échanges bilatéraux seront bientôt signés avec des villes telles que Barcelone et Saragosse en Espagne.

## Le séisme de janvier 2010
Depuis le séisme de janvier 2010, Jean-Yves Jason tente de coordonner et d'organiser l'aide venant du monde entier. Il parcourt le monde en vue d'obtenir de l'aide pour la reconstruction de la capitale haïtienne. Il fut reçu par Abdou Diouf dans le cadre de la Francophonie dont Haïti est membre. Il fut également reçu par Bertrand Delanoë, maire de Paris. Jean-Yves Jason fut reçu également par la Secrétaire d’État, Fadela Amara, pour un partenariat dans le cadre d’un programme de formation des acteurs de la capitale haïtienne à la maîtrise d’œuvre urbaine, sociale et économique. Il souhaite également mener à bien la reconstruction du bâtiment historique de l'Hôtel de ville totalement détruit, auquel seront adjoints de vastes bâtiments modernes (source : site officiel de la mairie de Port-au-Prince).

## Destitution par le président Martelly
Le mandat de Jean-Yves Jason étant arrivé à terme, et à la suite de dissensions avec le président de la République Michel Martelly, ce dernier renvoie le maire et son conseil municipal. Par un arrêté en date du 23 février 2012, il les remplace par une Commission municipale de trois membres présidée par Gabrielle Hyacinthe, assistée dans ses fonctions par Jean-Marie Descorbettes et Junior Gérald Estimé.